# Tanghin (Bagaré)
Pour les articles homonymes, voir Tanghin.
Tanghin est une localité située dans le département de Bagaré de la province du Passoré dans la région Nord au Burkina Faso.

## Santé et éducation
Le centre de soins le plus proche de Tanghin est le centre de santé et de promotion sociale (CSPS) de Bagaré tandis que le centre médical avec antenne chirurgicale (CMA) de la province se trouve à Yako.